# A Videoton FC 2011–2012-es szezonja
A Videoton FC 2011-2012-es szezonja 2011. június 17-én kezdődött olaszországi edzőtáborral és várhatóan 2012 májusában ér majd véget, mely sorozatban a 12., összességében pedig a 43. idénye a csapatnak a magyar első osztályban. A klub fennállásának ekkor volt a 70. évfordulója. Az előző bajnokság végeztével dr. Mezey Györgynek lejárt a szerződése a Videotonnal, amit nem hosszabbítottak meg. Miután Mezeynek lejárt a szerződése, Paulo Sousa portugál edzőt szerződtette le a Videoton, aki már június elején munkába is állt.
A Vidi az előző szezonban megnyerte a bajnokságot és így részt vehetett a 2011–2012-es UEFA-bajnokok ligájában. A sorsolást június 20-án tartották Nyonban, ellenfélként pedig a Sturm Grazt kapták. A párharcot a Strum Graz nyerte 4 – 3-as összesítésben.

## Statisztikák
Utolsó elszámolt mérkőzés dátuma: 2012. május 26.

### Mérkőzések
| Lejátszott mérkőzések száma        | 50 (30 OTP Bank Liga, 7 Magyar kupa, 11 Ligakupa, 2 UEFA-bajnokok ligája) |
| Győzelmek száma                    | 35 (21 OTP Bank Liga, 5 Magyar kupa, 8 Ligakupa, 1 UEFA-bajnokok ligája)  |
| Döntetlenek száma                  | 6 (3 OTP Bank Liga, 1 Magyar kupa, 2 Ligakupa, 0 UEFA-bajnokok ligája)    |
| Vereségek száma                    | 9 (6 OTP Bank Liga, 1 Magyar kupa, 1 Ligakupa, 1 UEFA-bajnokok ligája)    |
| Szerzett gólok száma               | 95                                                                        |
| Kapott gólok száma                 | 35                                                                        |
| Gólkülönbség                       | +60                                                                       |
| Sárga lapok                        | 96                                                                        |
| Kiállítások                        | 7                                                                         |
| Legtöbbet figyelmeztetett játékos  | Marco Caneira (10 , 1 )                                                   |
| Legnagyobb arányú győzelem         | Videoton 7–0 BFC Siófok (2011. 11. 19.)                                   |
| Legnagyobb arányú vereség          | Sturm Graz 2–0 Videoton (2011. 07. 13.)                                   |
| Legnagyobb arányú vereség          | Kaposvári Rákóczi 2–0 Videoton (2011. 07. 30.)                            |
| Legnagyobb arányú vereség          | Videoton 0–2 Kecskeméti TE (2011. 10. 15.)                                |
| Legnagyobb arányú vereség          | Videoton 0–2 MTK Budapest (2012. 04. 10.)                                 |
| Legmagasabb hazai nézőszám         | 8 742 néző, Videoton 2–0 Ferencvárosi TC (2012. 04. 29.)                  |
| Legalacsonyabb hazai nézőszám      | 300 néző, Videoton 0–0 MTK Budapest (2011. 11. 16.)                       |
| Legtöbbször pályára lépett játékos | Nikolics Nemanja (47 mérkőzés)                                            |
| Házi gólkirály                     | Nikolics Nemanja (30 )                                                    |
| Pontok                             | 111/150 (74,00%)                                                          |

### Kiírások
| Kiírás               | Statisztikák | Statisztikák | Statisztikák | Statisztikák | Statisztikák | Statisztikák | Kezdő forduló   | Végső forduló/ helyezés | Mérkőzések dátumai | Mérkőzések dátumai |
| Kiírás               | M            | GY           | D            | V            | LG–KG        | GK           | Kezdő forduló   | Végső forduló/ helyezés | Első               | Utolsó             |
| -------------------- | ------------ | ------------ | ------------ | ------------ | ------------ | ------------ | --------------- | ----------------------- | ------------------ | ------------------ |
| OTP Bank Liga        | 30           | 21           | 3            | 6            | 58–19        | +39          | —               |                         | 2011. 07. 24.      | 2012. 05. 26.      |
| Magyar kupa          | 7            | 5            | 1            | 1            | 12–5         | +7           | 4. forduló      | Elődöntő                | 2011. 10. 26.      | 2012. 04. 10.      |
| Ligakupa             | 11           | 8            | 2            | 1            | 22–7         | +15          | Csoportkör      | 1.                      | 2011. 08. 31.      | 2012. 04. 18.      |
| UEFA-bajnokok ligája | 2            | 1            | 0            | 1            | 3–4          | –1           | 2. selejtezőkör | 2. selejtezőkör         | 2011. 07. 13.      | 2011. 07. 20.      |

## Átigazolások

### Átigazolások 2011. nyarán
| Érkezett                                                          | |
| Tóth Balázs                                                       | KRC Genk |
| Vaszíliosz Aposztolópulosz                                        | PAE APSZ Atrómitosz Athinón                                                                                               |
| Marco Caneira                                                     | Sporting CP |
| Héctor Sánchez Cabrera                                            | Villarreal CF B |
| Álvaro Brachi                                                     | RCD Espanyol B |
| Walter Fernández Balufo                                           | Gimnàstic de Tarragona |
| Nikola Mitrović                                                   | Újpest FC |
| Evandro Brandão                                                   | SL Benfica |
| Filip Pajović                                                     | FK Vojvodina |
| Paulo Vinícius Souza dos Santos                                   | CA River Plate |
| Filipe Oliveira                                                   | Parma FC (kölcsönbe) |
| Távozott                                                          | |
| Damir Milanović                                                   | FC Tatabánya |
| Marko Andić                                                       | Anórthoszi Ammohósztu |
| Sebők Zsolt                                                       | AEP Paphosz FC |
| Bojan Đorđić                                                      | Blackpool FC |
| Lázár Pál                                                         | Samsunspor |
| Présinger Ádám                                                    | Lombard Pápa |
| Farkas Balázs                                                     | Vasas SC |
| Sitku Illés                                                       | FC Tatabánya |
| Gyurcsó Ádám                                                      | Kecskeméti TE (kölcsönbe)                                                                                                 |
| Izing Martin                                                      | FC Tatabánya |
| Fejes András                                                      | BFC Siófok (kölcsönbe) |
| Goran Vujović                                                     | Szombathelyi Haladás (kölcsönbe)                                                                                          |
| Ponczók Csaba (augusztus 9-én szerződést bontott vele a Videoton) | A Magyar Labdarúgó Szövetség fegyelmi bizottsága augusztus 23-án felfüggesztette a játékjogát a hazai bundabotrány miatt. |
| Lencse László                                                     | Kecskeméti TE (kölcsönbe)                                                                                                 |
| Horváth Gábor                                                     | ADO Den Haag |
| Hidvégi Sándor                                                    | Zalaegerszegi TE |
| Szakály Dénes                                                     | Zalaegerszegi TE |
| Lipták Zoltán                                                     | Újpest FC |

### Átigazolások 2011–2012. telén
| Érkezett                                                            |                                   |
| Gyurcsó Ádám                                                        | Kecskeméti TE (kölcsönből vissza) |
| Torghelle Sándor                                                    | Budapest Honvéd FC                |
| Jeff Silva                                                          | Náutico Capibaribe                |
| Haraszti Zsolt (a szezon végén csatlakozik a Videoton FC keretéhez) | Paksi FC                          |
| Kovács István                                                       | Szombathelyi Haladás              |
| Milan Perić                                                         | Kaposvári Rákóczi FC              |
| Uroš Nikolić                                                        | FK Partizan                       |
| Távozott                                                            |                                   |
| Elek Ákos                                                           | Eskişehirspor (kölcsönbe)         |
| André Alves dos Santos                                              | ASZ Omónia Lefkoszíasz            |

## Edzőmérkőzések
| Színmagyarázat | Színmagyarázat |
| -------------- | -------------- |
|                | Győzelem.      |
|                | Döntetlen.     |
|                | Vereség.       |

A Videoton játékosai június 17-én edzőtáborba mentek az olaszországi Trentino régióban lévő Brentonico nevezetű kis településre. A településen volt a szállásuk és az edzőpályájuk. Paulo Sousa már rögtön az első napon edzést tartott.

### Nyári edzőmérkőzések
| 2011. június 19. 18:00 |

| Trentino | 0 – 4   | Videoton                              |
| -------- | ------- | ------------------------------------- |
|          | (0 – 2) | Sándor 18' Nikolics 25' Alves 63' 88' |

| Olaszország Nézőszám: 200-250 |

| 2011. június 21. 18:45 |

| Karpati Lviv   | 1 – 1   | Videoton       |
| -------------- | ------- | -------------- |
| Leandrinho 62' | (0 – 0) | Vasiljević 65' |

| Fulpmes, Ausztria |

| 2011. július 1. 18:30 |

| Videoton                           | 3 – 1   | FK Dukla Banská Bystrica |
| ---------------------------------- | ------- | ------------------------ |
| Nikolics 44' Alves 73' Horváth 81' | (1 – 1) | Laksik 17'               |

| Sóstói Stadion, Székesfehérvár Nézőszám: 2 500 |

| 2011. július 3. |

| Videoton                  | 2 – 0   | Gloria Bistrița |
| ------------------------- | ------- | --------------- |
| Horváth 50' Gosztonyi 68' | (0 – 0) |                 |

| Felcsúti Sportkomplexum, Felcsút |

### Téli edzőmérkőzések
| 2012. január 17. 16:00 |

| Videoton | 0 – 1               | Basel       |
| -------- | ------------------- | ----------- |
|          | (0 – 0) Jegyzőkönyv | Andrist 60' |

| Marbella Football Center, Marbella Nézőszám: ~80-100 |

| 2012. január 22. 16:00 |

| Videoton                                         | 4 – 0               | Ekranas         |
| ------------------------------------------------ | ------------------- | --------------- |
| Nikolics 36' Walter-Lee 58' Enete 73' Sándor 86' | (1 – 0) Jegyzőkönyv | Tomkevicius 65′ |

| Estadio Municipal de Marbella, Marbella Nézőszám: 100 Játékvezető: Elario Ruiz Camino (spanyol) Asszisztensek: Francisco Montenegro Borja Garcia |

| 2012. január 25. 13:30 |

| Videoton                                       | 0 – 5               | Dinamo Kijev                                                                          |
| ---------------------------------------------- | ------------------- | ------------------------------------------------------------------------------------- |
| Silva 21' Tóth 27' Torghelle 78' Gosztonyi 82' | (0 – 0) Jegyzőkönyv | Betão 61' Sevcsenko 72' Milevszkij 80' Dudu 84' Escobar 86' Khasheridi 19' Corrêa 76' |

| Marbella Football Center, Marbella Nézőszám: 100 |

| 2012. január 28. 18.30 CET |

| Videoton FC                                                                           | 2 – 1               | Kuangcsou Evergrande         |
| ------------------------------------------------------------------------------------- | ------------------- | ---------------------------- |
| Torghelle 31' Evandro 48' (11-esből) Sándor 52' Gosztonyi 54' Vasiljević 77' Tóth 82' | (1 – 1) Jegyzőkönyv | Jiang Ning 12' Zhao Xuri 17' |

| Estadio Municipal de Marbella, Marbella Nézőszám: 100 |

| 2012. január 30. 16:00 |

| Videoton                              | 0 – 1               | CSZKA Moszkva                           |
| ------------------------------------- | ------------------- | --------------------------------------- |
| Mitrović 25' Božović 41' Mitrović 55′ | (0 – 1) Jegyzőkönyv | Mussa 16' Vernblumen 41' Schennikov 53' |

| Marbella Football Center, Marbella Játékvezető: Kim Wan-Tae (koreai) Asszisztensek: Kim Dae-Suk Lee Jung-Min |

| 2012. február 12. 19:00 |

| Videoton | 0 – 0               | Dinamo București |
| -------- | ------------------- | ---------------- |
|          | (0 – 0) Jegyzőkönyv |                  |

| Belek |

| 2012. február 15. 15:00 |

| Tavrija Szimferopol   | 2 – 0               | Videoton |
| --------------------- | ------------------- | -------- |
| Maksym 12' Sergiy 18' | (2 – 0) Jegyzőkönyv |          |

| Belek |

| 2012. február 18. 10:00 |

| Kubany Krasznodar | 0 – 0               | Videoton |
| ----------------- | ------------------- | -------- |
|                   | (0 – 0) Jegyzőkönyv |          |

| Belek |

## Játékoskeret
2011. szeptember 25.-i állapot szerint.
| No. |     | Poszt | Játékos                    |
| --- | --- | ----- | -------------------------- |
| 1   | SRB | K     | Filip Pajović              |
| 2   | ESP | V     | Álvaro Brachi              |
| 3   | BRA | V     | Paulo Vinícius             |
| 4   | POR | V     | Marco Caneira              |
| 5   | GRE | V     | Vaszíliosz Aposztolópulosz |
| 6   | SRB | KP    | Dušan Vasiljević           |
| 8   | HUN | KP    | Polonkai Attila            |
| 9   | POR | CS    | Evandro Brandão            |
| 10  | HUN | KP    | Gosztonyi András           |
| 11  | HUN | KP    | Sándor György              |
| 12  | SVK | K     | Tomáš Tujvel               |
| 13  | HUN | K     | Somodi Bence               |
| 14  | SRB | KP    | Nikola Mitrović            |

| No. |     | Poszt | Játékos          |
| --- | --- | ----- | ---------------- |
| 16  | POR | KP    | Filipe Oliveira  |
| 17  | HUN | CS    | Nikolics Nemanja |
| 21  | BRA | CS    | André Alves      |
| 22  | HUN | KP    | Nagy Dániel      |
| 23  | HUN | V     | Vaskó Tamás      |
| 24  | ESP | V     | Héctor Sánchez   |
| 25  | HUN | KP    | Elek Ákos ()     |
| 26  | HUN | KP    | Tóth Balázs      |
| 27  | MNE | K     | Mladen Božović   |
| 29  | ESP | KP    | Walter Fernández |
| 30  | HUN | KP    | Szolnoki Roland  |

## Magyar Labdarúgó-bajnokság

### Őszi szezon
A Videoton kérésére a július 17-i 1. fordulójukat, vagyis a Siófok elleni bajnoki nyitómérkőzésüket elhalasztotta a Magyar Labdarúgó Szövetség Versenybizottsága.
| 1. forduló 2011. augusztus 17. 19:00 |

| BFC Siófok  | 0 – 0                         | Videoton    |
| ----------- | ----------------------------- | ----------- |
| Sowunmi 52' | (0 – 0) Jegyzőkönyv Részletek | Sánchez 35' |

| Révész Géza utcai stadion, Siófok Nézőszám: 5 500 Játékvezető: Farkas Ádám (magyar) Asszisztensek: Kelemen Attila Butkai Zsolt |

| 2. forduló 2011. július 24. 16:00 |

| Videoton                                 | 4 – 0                         | Paksi FC                            |
| ---------------------------------------- | ----------------------------- | ----------------------------------- |
| Vasiljević 4' 68' Alves 38' Nikolics 87' | (2 – 0) Jegyzőkönyv Részletek | Fiola 31' Bartha 35′ Magasföldi 80' |

| Sóstói Stadion, Székesfehérvár Nézőszám: 3 238 Játékvezető: Berger József (magyar) Asszisztensek: Lémon Oszkár Forgács Attila |

| 3. forduló 2011. július 30. 20:00 |

| Kaposvári Rákóczi                                           | 2 – 0                         | Videoton             |
| ----------------------------------------------------------- | ----------------------------- | -------------------- |
| Perić 13' 68' Gujić 41' Balázs 52' Pavlović 84' Alexeev 92' | (1 – 0) Jegyzőkönyv Részletek | Vaskó 39' Lipták 43' |

| Rákóczi Stadion, Kaposvár Nézőszám: 3 000 Játékvezető: Németh Ádám (magyar) Asszisztensek: Kispál Norbert Farkas Balázs |

| 4. forduló 2011. augusztus 6. 20:00 |

| Videoton             | 2 – 0                         | Diósgyőr |
| -------------------- | ----------------------------- | -------- |
| Alves 21' Álvaro 89' | (1 – 0) Jegyzőkönyv Részletek |          |

| Sóstói Stadion, Székesfehérvár Nézőszám: 4 085 Játékvezető: Solymosi Péter (magyar) Asszisztensek: Tóth Vencel Horváth Róbert |

| 5. forduló 2011. augusztus 14. 16:00 |

| Debreceni VSC                                  | 2 – 1                         | Videoton                                                     |
| ---------------------------------------------- | ----------------------------- | ------------------------------------------------------------ |
| Kulcsár Tamás 3' Ramos 47' Korhut 31' Bódi 34' | (1 – 1) Jegyzőkönyv Részletek | Korhut 41' Vaskó Tamás 38' Alves 42' Lipták 71' Mitrović 83' |

| Oláh Gábor utcai stadion, Debrecen Nézőszám: 9 500 Játékvezető: Kassai Viktor (magyar) Asszisztensek: Erős Gábor Kispál Róbert |

| 6. forduló 2011. augusztus 20. 17:30 |

| Videoton                                                                            | 4 – 1                         | Pécsi MFC                                        |
| ----------------------------------------------------------------------------------- | ----------------------------- | ------------------------------------------------ |
| Alves 17' (11-esből) Elek 25' Brandão 69' Nikolics 90' 90' Oliveira 19' Sánchez 69' | (2 – 1) Jegyzőkönyv Részletek | Pintér 23' 33' Todorović 16' Lantos 62' Nagy 88' |

| Sóstói Stadion, Székesfehérvár Nézőszám: 3 500 Játékvezető: Bognár Tamás (magyar) Asszisztensek: Lémon Oszkár Takács Gábor |

| 7. forduló 2011. augusztus 27. 17:30 |

| Budapest Honvéd                                                           | 1 – 0                         | Videoton                           |
| ------------------------------------------------------------------------- | ----------------------------- | ---------------------------------- |
| Danilo 58' (11-esből) 70' Debreceni 42' Lovrić 79' Németh 86' Akassou 95′ | (0 – 0) Jegyzőkönyv Részletek | Vaskó 53' Sánchez 57′ Mitrović 93' |

| Bozsik József Stadion, Budapest Nézőszám: 3 000 Játékvezető: Kassai Viktor (magyar) Asszisztensek: Szpisják Zsolt Medovarszki János |

| 8. forduló 2011. szeptember 10. 17:30 |

| Videoton                             | 1 – 0                         | Haladás                      |
| ------------------------------------ | ----------------------------- | ---------------------------- |
| Vaskó 90' 58' Álvaro 34' Evandro 66' | (0 – 0) Jegyzőkönyv Részletek | Rajos 76' Rózsa 87' Tóth 88′ |

| Sóstói Stadion, Székesfehérvár Nézőszám: 3 447 Játékvezető: Fábián Mihály (magyar) Asszisztensek: Kelemen Attila Márkus Tamás |

| 9. forduló 2011. szeptember 17. 15:00 |

| Vasas               | 0 – 0                         | Videoton                           |
| ------------------- | ----------------------------- | ---------------------------------- |
| Sütő 32' Gáspár 59' | (0 – 0) Jegyzőkönyv Részletek | Brandão 50' Brachi 66' Caneira 70' |

| Illovszky Rudolf Stadion, Budapest Nézőszám: 1 500 Játékvezető: Solymosi Péter (magyar) Asszisztensek: Tóth Vencel ifj. Lémon Oszkár |

| 10. forduló 2011. szeptember 23. 18:00 |

| Videoton                               | 4 – 1                         | Zalaegerszegi TE               |
| -------------------------------------- | ----------------------------- | ------------------------------ |
| Sándor 31' Fernández 51' Alves 56' 71' | (1 – 0) Jegyzőkönyv Részletek | Máté 88' Tököli 58' Kamber 83' |

| Sóstói Stadion, Székesfehérvár Nézőszám: 3 262 Játékvezető: Miquel Alvaro Garcia (chilei) Asszisztensek: Erős Gábor Ring György |

| 11. forduló 2011. október 2. 18:00 |

| Ferencváros              | 0 – 1                         | Videoton                          |
| ------------------------ | ----------------------------- | --------------------------------- |
| Júnior 71' Jovanović 76' | (0 – 1) Jegyzőkönyv Részletek | Alves 14' Oliveira 21' Brachi 86' |

| Albert Flórián Stadion, Budapest Nézőszám: 4 200 Játékvezető: Kassai Viktor (magyar) Asszisztensek: Kispál Róbert Tóth Vencel |

| 12. forduló 2011. október 15. 17:30 |

| Videoton                | 0 – 2                         | Kecskeméti TE                          |
| ----------------------- | ----------------------------- | -------------------------------------- |
| Brachi 84' Oliveira 87' | (0 – 0) Jegyzőkönyv Részletek | Radanović 59' Savić 67' 81' Bertus 19' |

| Sóstói Stadion, Székesfehérvár Nézőszám: 2 788 Játékvezető: Vad István (magyar) Asszisztensek: Albert István Tóth Vencel |

| 13. forduló 2011. október 23. 16:00 |

| Győri ETO                      | 1 – 0                         | Videoton                                            |
| ------------------------------ | ----------------------------- | --------------------------------------------------- |
| Dudás 12' Szabó 24' Dinjar 31' | (1 – 0) Jegyzőkönyv Részletek | Álvaro Brachi 39' Caneira 56' Elek 87' Mitrović 89' |

| Rába ETO Stadion, Győr Nézőszám: 5 000 Játékvezető: Andó-Szabó Sándor (magyar) Asszisztensek: Kelemen Attila Tóth István |

| 14. forduló 2011. október 29. 15:00 |

| Lombard Pápa                                           | 2 – 3                         | Videoton                                   |
| ------------------------------------------------------ | ----------------------------- | ------------------------------------------ |
| Marić 59' Ferenczi 67' Tóth 26' Horváth 62' Žuļevs 66' | (0 – 0) Jegyzőkönyv Részletek | Alves 65' 77' Nikolics 81' 82' Caneira 21' |

| Perutz Stadion, Pápa Nézőszám: 1 200 Játékvezető: Németh Ádám (magyar) Asszisztensek: Farkas Balázs Butkai Zsolt |

| 15. forduló 2011. november 6. 16:00 |

| Videoton                                            | 3 – 0                         | Újpest                                            |
| --------------------------------------------------- | ----------------------------- | ------------------------------------------------- |
| Nikolics Nemanja 79' 82' Alves 85' 86' Mitrović 54' | (0 – 0) Jegyzőkönyv Részletek | Kovács 31' Marković 40' Mihajlović 52′ Lipták 90' |

| Sóstói Stadion, Székesfehérvár Nézőszám: 4 150 Játékvezető: Fábián Mihály (magyar) Asszisztensek: Demeter János Márkus Tamás |

| 16. forduló 2011. november 19. 15:00 |

| Videoton                                                                           | 7 – 0                         | BFC Siófok                          |
| ---------------------------------------------------------------------------------- | ----------------------------- | ----------------------------------- |
| Oliveira 41' Alves 45' 82' 86' Sándor 61' Nikolics 80' 88' Božović 18' Caneira 73' | (2 – 0) Jegyzőkönyv Részletek | Lengyel 18' Kecskés 32' Sowunmi 43' |

| Sóstói Stadion, Székesfehérvár Nézőszám: 1 985 Játékvezető: Oláh Gábor (magyar) Asszisztensek: Butkai Zsolt Kispál Róbert |

| 17. forduló 2011. november 27. 16:00 |

| Paksi FC               | 1 – 2                         | Videoton                                                         |
| ---------------------- | ----------------------------- | ---------------------------------------------------------------- |
| Szatmári 40' Fiola 49' | (1 – 0) Jegyzőkönyv Részletek | Vinícius 65' Nikolics 84' 85' Elek 81' Gosztonyi 83' Caneira 85' |

| Fehérvári úti stadion, Paks Nézőszám: 1 500 Játékvezető: Miquel Alvaro Garcia (chilei) Asszisztensek: Erős Gábor Ring György |

### Tavaszi szezon
| 18. forduló 2012. március 3. 15:00 |

| Videoton                               | 2 – 0                         | Kaposvári Rákóczi      |
| -------------------------------------- | ----------------------------- | ---------------------- |
| Oliveira 69' Nikolics 72' Vinícius 36' | (0 – 0) Jegyzőkönyv Részletek | Jánvári 74′ Grumić 75' |

| Sóstói Stadion, Székesfehérvár Nézőszám: 3 423 Játékvezető: Berger József (magyar) Asszisztensek: Albert István Medovarszki János |

| 19. forduló 2012. március 11. 18:00 |

| Diósgyőr   | 0 – 2                         | Videoton                                                                          |
| ---------- | ----------------------------- | --------------------------------------------------------------------------------- |
| Sekour 12' | (0 – 1) Jegyzőkönyv Részletek | Vinícius 3' Nikolics Nemanja 73' Szolnoki 34' Walter Lee 85' Brachi 88′ Vaskó 90' |

| DVTK-stadion, Miskolc Nézőszám: 8 000 Játékvezető: Szabó Zsolt (magyar) Asszisztensek: Farkas Balázs Kispál Róbert |

| 20. forduló 2012. március 18. 16:00 |

| Videoton                                       | 0 – 1               | Debreceni VSC                                                   |
| ---------------------------------------------- | ------------------- | --------------------------------------------------------------- |
| Gyurcsó 2' Oliveira 13' Tóth 28' Torghelle 69' | (0 – 0) Jegyzőkönyv | Coulibaly 63' 58' Novaković 32' Nagy 47' Korhut 56' Szakály 77' |

| Sóstói Stadion, Székesfehérvár Nézőszám: 8 120 Játékvezető: Iványi Zoltán (magyar) Asszisztensek: Albert István Ring György |

| 21. forduló 2012. március 24. 17:00 |

| Pécsi MFC              | 1 – 3               | Videoton                                                        |
| ---------------------- | ------------------- | --------------------------------------------------------------- |
| Andorka 53' Demjén 52' | (0 – 2) Jegyzőkönyv | Nikolics 13' 69' (11-esből) Gyurcsó 40' Marković 68' Lantos 72' |

| PMFC Stadion, Pécs Nézőszám: 3 000 Játékvezető: Bognár Tamás (magyar) Asszisztensek: Lémon Oszkár Takács Gábor |

| 22. forduló 2012. április 1. 18:00 |

| Videoton                   | 1 – 0               | Budapest Honvéd         |
| -------------------------- | ------------------- | ----------------------- |
| Torghelle 92' Vinícius 47' | (0 – 0) Jegyzőkönyv | Délczeg 68' Vidović 69' |

| Sóstói Stadion, Székesfehérvár Nézőszám: 4 138 Játékvezető: Takács János (magyar) Asszisztensek: Farkas Balázs Erős Gábor |

| 23. forduló 2012. április 7. 18:00 |

| Haladás                                                            | 2 – 2               | Videoton                                                          |
| ------------------------------------------------------------------ | ------------------- | ----------------------------------------------------------------- |
| Radó 65' Halmosi 79' Korolovszky 34' Guzmics 58' Tóth 70' Nagy 85' | (0 – 1) Jegyzőkönyv | Oliveira 40' 77' Sándor Gy. 59' (11-esből) Caneira 34' Brachi 91' |

| Rohonci úti stadion, Szombathely Nézőszám: 5 000 Játékvezető: Németh Ádám (magyar) Asszisztensek: Kispál Róbert Lemon Oszkár |

| 24. forduló 2012. április 15. 16:00 |

| Videoton                                    | 4 – 1               | Vasas                             |
| ------------------------------------------- | ------------------- | --------------------------------- |
| Vinícius 8' Sándor Gy. 47' Nikolics 54' 71' | (1 – 1) Jegyzőkönyv | Ferkó 5' Rubus 20' Mehmedagić 60' |

| Sóstói Stadion, Székesfehérvár Nézőszám: 2 723 Játékvezető: Berger József (magyar) Asszisztensek: Medovarszki János Vámos Tibor |

| 25. forduló 2012. április 21. 15:00 |

| Zalaegerszegi TE                                  | 0 – 2                         | Videoton                                                                  |
| ------------------------------------------------- | ----------------------------- | ------------------------------------------------------------------------- |
| Jahič 39′ Bogunović 39′ Balázs Zs. 72' Szalai 87' | (0 – 1) Jegyzőkönyv Részletek | Nikolics 41' (11-esből) Gosztonyi 73' Vinícius 49' Vaskó 69′ Szolnoki 76' |

| ZTE Aréna, Zalaegerszeg Nézőszám: 2 000 Játékvezető: Oláh Gábor (magyar) Asszisztensek: Butkai Zsolt Farkas Balázs |

| 26. forduló 2012. április 29. 18:00 |

| Videoton                                                    | 2 – 0               | Ferencváros       |
| ----------------------------------------------------------- | ------------------- | ----------------- |
| Nikolics 67' Mitrović 78' (11-esből) Tóth 22' Torghelle 70' | (0 – 0) Jegyzőkönyv | Grúz 63' Jova 77' |

| Sóstói Stadion, Székesfehérvár Nézőszám: 8 742 Játékvezető: Fábián Mihály (magyar) Asszisztensek: Varga Zsolt Márkus Tamás |

| 27. forduló 2012. május 5. 15:00 |

| Kecskeméti TE                   | 0 – 2               | Videoton                        |
| ------------------------------- | ------------------- | ------------------------------- |
| Forró 50' Tököli 84' Balogh 87' | (0 – 1) Jegyzőkönyv | Sándor Gy. 10' 71' Vinícius 84' |

| Széktói Stadion, Kecskemét Nézőszám: 2 500 Játékvezető: Szabó Zsolt (magyar) Asszisztensek: Lemon Oszkár Takács Gábor |

| 28. forduló 2012. május 13. 16:45 |

| Videoton                                                                      | 2 – 1               | Győri ETO                          |
| ----------------------------------------------------------------------------- | ------------------- | ---------------------------------- |
| Nikolics 47' Sándor Gy. 90' 32' Szolnoki 56' Božović 58' Pátkai 62' Fehér 65' | (0 – 0) Jegyzőkönyv | Koltai 49' Völgyi 32' Střeštík 33' |

| Sóstói Stadion, Székesfehérvár Nézőszám: 5 100 Játékvezető: Andó-Szabó Sándor (magyar) Asszisztensek: Albert István Szpisják Zsolt |

| 29. forduló 2012. május 20. 18:00 |

| Videoton                    | 2 – 0               | Lombard Pápa         |
| --------------------------- | ------------------- | -------------------- |
| Nikolics 52' (11-esből) 69' | (0 – 0) Jegyzőkönyv | Németh 22' Arsić 30' |

| Sóstói Stadion, Székesfehérvár Nézőszám: 3 412 Játékvezető: Radványi Ádám (magyar) Asszisztensek: Tóth Vencel Kispál Róbert |

| 30. forduló 2012. május 26. |

| Újpest                                                     | 0 – 2               | Videoton                                                       |
| ---------------------------------------------------------- | ------------------- | -------------------------------------------------------------- |
| Remili 20' Vasiljević 22' Lipták 29' Pollák 59′ Rajczi 73' | (0 – 0) Jegyzőkönyv | Perić 88' 89' Nikolić 4' Szolnoki 14' Caneira 20′ Mitrović 67' |

| Szusza Ferenc Stadion, Budapest Nézőszám: 2 562 Játékvezető: Bognár Tamás (magyar) Asszisztensek: Lemon Oszkár Takács Gábor |

### A bajnokság végeredménye
| #   | Csapat            | M  | GY | D  | V  | G+ – G– | GK  | P                                                      | Megjegyzések                                   |
| --- | ----------------- | -- | -- | -- | -- | ------- | --- | ------------------------------------------------------ | ---------------------------------------------- |
| 1.  | Debreceni VSC     | 30 | 22 | 8  | 0  | 64–18   | +46 | 74                                                     | 2012–2013-as Bajnokok Ligája – 2. selejtezőkör |
| 2.  | Videoton          | 30 | 21 | 3  | 6  | 58–19   | +39 | 66                                                     | 2012–2013-as Európa-liga – 2. selejtezőkör     |
| 3.  | Győri ETO         | 30 | 20 | 3  | 7  | 56–31   | +25 | 63 \|style="background-color: #FAFAFA;"\|              |                                                |
| 4.  | Budapest Honvéd   | 30 | 13 | 7  | 10 | 48–40   | +8  | 46                                                     | 2012–2013-as Európa-liga – 1. selejtezőkör     |
| 5.  | Kecskeméti TE     | 30 | 13 | 6  | 11 | 48–38   | +10 | 45 \|rowspan="10" style="background-color: #FAFAFA;"\| |                                                |
| 6.  | Paksi FC          | 30 | 12 | 9  | 9  | 47–51   | −4  | 45                                                     |                                                |
| 7.  | Diósgyőr          | 30 | 13 | 4  | 13 | 42–43   | −1  | 43                                                     |                                                |
| 8.  | Haladás           | 30 | 9  | 11 | 10 | 39–37   | +2  | 38                                                     |                                                |
| 9.  | BFC Siófok        | 30 | 9  | 9  | 12 | 30–41   | −11 | 36                                                     |                                                |
| 10. | Kaposvári Rákóczi | 30 | 7  | 14 | 9  | 35–42   | −7  | 35                                                     |                                                |
| 11. | Ferencváros       | 30 | 9  | 7  | 14 | 31–36   | −5  | 34                                                     |                                                |
| 12. | Pécsi MFC         | 30 | 8  | 10 | 12 | 36–50   | −14 | 34                                                     |                                                |
| 13. | Újpest            | 30 | 8  | 8  | 14 | 34–46   | −12 | 32                                                     |                                                |
| 14. | Lombard Pápa      | 30 | 8  | 6  | 16 | 26–40   | −14 | 30                                                     |                                                |
| 15. | Vasas             | 30 | 5  | 9  | 16 | 29–51   | −22 | 22                                                     | NB II                                          |
| 16. | Zalaegerszegi TE  | 30 | 1  | 10 | 19 | 25–65   | −40 | 13                                                     | NB II                                          |

Forrás: MLSZ adatbank 
A rangsorolás alapszabályai: 1. összpontszám, 2. győzelmek száma, 3. gólkülönbség, 4. szerzett gólok száma, 5. egymás elleni eredmények összpontszáma,  6. egymás elleni eredmények gólkülönbsége, 7. egymás elleni eredmények szerzett góljainak száma, 8. egymás elleni eredmények idegenben szerzett góljainak száma.
A Vasastól két pontot levontak.
(B): Bajnokcsapat, (K): Kieső csapat, (F): Feljutó csapat, (I): Kupainduló, (R): A rájátszás győztese, (KGY): Kupagyőztes

Jegyzet
- A Győri ETO FC-t az UEFA kizárta, ezért a negyedik helyezett csapat indulhatott a 2012–2013-as Európa-ligában.[80]

### Eredmények összesítése
Az alábbi táblázatban összesítve szerepelnek a Videoton FC 2011/12-es bajnokságban elért eredményei.
| Ősz/tavasz (forduló)    | Otthon | Otthon | Otthon | Otthon | Otthon | Otthon | Otthon | Idegenben | Idegenben | Idegenben | Idegenben | Idegenben | Idegenben | Idegenben |
| Ősz/tavasz (forduló)    | M      | GY     | D      | V      | LG–KG  | GK     | P      | M         | GY        | D         | V         | LG–KG     | GK        | P         |
| ----------------------- | ------ | ------ | ------ | ------ | ------ | ------ | ------ | --------- | --------- | --------- | --------- | --------- | --------- | --------- |
| Őszi szezon (1–17.)     | 8      | 7      | 0      | 1      | 25–4   | +21    | 21     | 9         | 3         | 2         | 4         | 7–9       | –2        | 11        |
| Tavaszi szezon (18–30.) | 7      | 6      | 0      | 1      | 13–3   | +10    | 18     | 6         | 5         | 1         | 0         | 13–3      | +10       | 16        |
| Összesen (1–30.)        | 15     | 13     | 0      | 2      | 38–7   | +31    | 39     | 15        | 8         | 3         | 4         | 20–12     | +8        | 27        |

### Helyezések fordulónként
| Forduló  | 1 | 2  | 3 | 4  | 5 | 6  | 7 | 8  | 9 | 10 | 11 | 12 | 13 | 14 | 15 | 16 | 17 | 18 | 19 | 20 | 21 | 22 | 23 | 24 | 25 | 26 | 27 | 28 | 29 | 30 |
| -------- | - | -- | - | -- | - | -- | - | -- | - | -- | -- | -- | -- | -- | -- | -- | -- | -- | -- | -- | -- | -- | -- | -- | -- | -- | -- | -- | -- | -- |
| Helyszín | I | O  | I | O  | I | O  | I | O  | I | O  | I  | O  | I  | I  | O  | O  | I  | O  | I  | O  | I  | O  | I  | O  | I  | O  | I  | O  | O  | I  |
| Eredmény | D | GY | V | GY | V | GY | V | GY | D | GY | GY | V  | V  | GY | GY | GY | GY | GY | GY | V  | GY | GY | D  | GY | GY | GY | GY | GY | GY | GY |
| Helyezés | 9 | 5  | 8 | 6  | 8 | 5  | 7 | 5  | 6 | 6  | 3  | 5  | 6  | 5  | 4  | 3  | 3  | 3  | 3  | 3  | 3  | 3  | 3  | 3  | 3  | 3  | 2  | 2  | 2  | 2  |

Helyszín: O = Otthon; I = Idegenben. Eredmény: GY = Győzelem; D = Döntetlen; V = Vereség.

## Magyar labdarúgó-ligakupa

### Csoportkör (C csoport)
Az október 5.-i Honvéd elleni ligakupa mérkőzésre a belépés ingyenes volt.
| 1. forduló 2011. augusztus 31. 17:00 |

| MTK Budapest                                   | 1 – 0               | Videoton                                |
| ---------------------------------------------- | ------------------- | --------------------------------------- |
| Könyves 73' Ladányi 70' Kanta 75' Szekeres 81' | (0 – 0) Jegyzőkönyv | Margitics 18' Nikolics 29' Vinícius 62' |

| Hidegkuti Nándor Stadion, Budapest Játékvezető: Miquel Alvaro Garcia (chilei) Asszisztensek: Farkas Balázs Butkai Zsolt |

| 2. forduló 2011. szeptember 7. 19:00 |

| Videoton                       | 4 – 2               | Gyirmót                          |
| ------------------------------ | ------------------- | -------------------------------- |
| Nikolics 19' 92' Alves 46' 82' | (1 – 1) Jegyzőkönyv | Sánchez 32' Lannert 73' Tóth 68' |

| Sóstói Stadion, Székesfehérvár Nézőszám: 1 000 Játékvezető: Gyarmati II. Tibor (magyar) Asszisztensek: Kepe Arnold Kulman Tamás |

| 3. forduló 2011. október 5. 19:00 |

| Videoton                                                          | 2 – 1               | Budapest Honvéd                                     |
| ----------------------------------------------------------------- | ------------------- | --------------------------------------------------- |
| Nagy 70' Nikolics 91' 92' Vasiljević 11' Mitrović 58' Brandão 66′ | (0 – 0) Jegyzőkönyv | Torghelle 72' Novák 16' Johnson 57′ Bjelkanović 79′ |

| Sóstói Stadion, Székesfehérvár Nézőszám: 1 000 Játékvezető: Böcskei Balázs (magyar) Asszisztensek: Butkai Zsolt Szalai Dániel |

| 4. forduló 2011. október 12. 18:00 |

| Budapest Honvéd         | 1 – 1               | Videoton                                                        |
| ----------------------- | ------------------- | --------------------------------------------------------------- |
| Abass 82' Debreceni 79' | (0 – 0) Jegyzőkönyv | Fernández 92' Tujvel 21′ Gosztonyi 39' Oliveira 81' Caneira 88' |

| Bozsik József Stadion, Budapest Nézőszám: 130 Játékvezető: Takács János (magyar) Asszisztensek: Demeter János Márkus Tamás |

| 5. forduló 2011. november 9. 15:00 |

| Gyirmót                         | 2 – 4               | Videoton                                                                       |
| ------------------------------- | ------------------- | ------------------------------------------------------------------------------ |
| Varga 42' Homonyik 87' Tóth 76' | (1 – 2) Jegyzőkönyv | Nikolics 21' 54' Vasiljević 34' 85' Aposztolopulosz 41' Mitrović 48' Vaskó 86' |

| Ménfői úti stadion, Gyirmót Nézőszám: 100 Játékvezető: Radványi Ádám (magyar) Asszisztensek: Pápai Zoltán Galán Roland |

| 6. forduló 2011. november 16. 18:00 |

| Videoton | 0 – 0               | MTK Budapest           |
| -------- | ------------------- | ---------------------- |
|          | (0 – 0) Jegyzőkönyv | Vukmir 35' Ladányi 85' |

| Sóstói Stadion, Székesfehérvár Nézőszám: 300 Játékvezető: Berke Balázs (magyar) Asszisztensek: Huszár Balázs Kóbor Péter |

### A C csoport végeredménye
| Csapat           | M | Gy | D | V | G+ | G– | Gk | P  |
| ---------------- | - | -- | - | - | -- | -- | -- | -- |
| Videoton         | 6 | 3  | 2 | 1 | 11 | 7  | +4 | 11 |
| MTK Budapest     | 6 | 3  | 2 | 1 | 6  | 5  | +1 | 11 |
| Gyirmót          | 6 | 2  | 1 | 3 | 8  | 8  | 0  | 7  |
| Budapest Honvéd* | 6 | 1  | 1 | 4 | 9  | 14 | –5 | 4  |

- A Budapest Honvédtól az MLSZ 4 pontot levont.[87]

### Negyeddöntő
| 2012. február 22. 18:00 |

| Diósgyőr | 0 – 2               | Videoton                                                       |
| -------- | ------------------- | -------------------------------------------------------------- |
| Nagy 34' | (0 – 1) Jegyzőkönyv | Torghelle 25' Nikolics 90+2' Vinícius 36' Caneira 72' Tóth 80' |

| DVTK-stadion, Miskolc Játékvezető: Iványi Zoltán (magyar) |

| 2012. március 7. 16:00 |

| Videoton                 | 2 – 0               | Diósgyőr                                      |
| ------------------------ | ------------------- | --------------------------------------------- |
| Brandão 31' Mitrović 53' | (1 – 0) Jegyzőkönyv | Hornyák 13' Gohér 41' Vadász 52′ Eperjesi 66' |

| Sóstói Stadion, Székesfehérvár Játékvezető: Berke Balázs (magyar) |

### Elődöntő
| Első mérkőzés 2012. március 27. 18:00 |

| Lombard Pápa        | 0 – 3               | Videoton                      |
| ------------------- | ------------------- | ----------------------------- |
| Dóczi 26' Szabó 54' | (0 – 0) Jegyzőkönyv | Perić 56' 69' Torghelle 90+1' |

| Perutz Stadion, Pápa Játékvezető: Vad II. István (magyar) |

| Visszavágó 2012. április 4. 15:30 |

| Videoton  | 1 – 0               | Lombard Pápa |
| --------- | ------------------- | ------------ |
| Vaskó 86' | (0 – 0) Jegyzőkönyv |              |

| Sóstói Stadion, Székesfehérvár Játékvezető: Pintér Csaba (magyar) |

### Döntő
| 2012. április 18. 17:30 |

| Kecskeméti TE                        | 0 – 3                         | Videoton                                            |
| ------------------------------------ | ----------------------------- | --------------------------------------------------- |
| Čukić 42' Alempijević 48' Tököli 57' | (0 – 1) Jegyzőkönyv Részletek | Sándor 38' Gyurcsó 65' Nikolics 90+1' Torghelle 70' |

| Széktói Stadion, Kecskemét Nézőszám: 5 000 Játékvezető: Bognár Tamás (magyar) |

## Magyar labdarúgókupa
| 4. forduló 2011. október 26. 14:00 |

| Tatabánya            | 0 – 2               | Videoton                                                       |
| -------------------- | ------------------- | -------------------------------------------------------------- |
| Izing 55' Almási 83' | (0 – 1) Jegyzőkönyv | Nikolics 16' Sándor Gy. 71' Vasiljević 81' Aposztolópulosz 87' |

| Grosics Gyula Stadion, Tatabánya Nézőszám: 500 Játékvezető: Farkas Ádám (magyar) Asszisztensek: Demeter János Bozó Zoltán |

| 5. forduló Első mérkőzés 2011. november 30. 18:00 |

| Videoton                              | 1 – 0               | Haladás                                      |
| ------------------------------------- | ------------------- | -------------------------------------------- |
| Vasiljević 22' Brachi 93' Caneira 93' | (1 – 0) Jegyzőkönyv | Oross 58' Guzmics 58′ Schimmer 84' Ugrai 92' |

| Sóstói Stadion, Székesfehérvár Nézőszám: 923 Játékvezető: Berger József (magyar) Asszisztensek: Forgács Attila Medovarszki János |

| 5. forduló Visszavágó 2011. december 3. 15:00 |

| Haladás               | 0 – 0               | Videoton                                           |
| --------------------- | ------------------- | -------------------------------------------------- |
| Sluka 39' Kenesei 91' | (0 – 0) Jegyzőkönyv | Vinícius 58' Vasiljević 79' Brachi 80' Caneira 92' |

| Rohonci úti stadion, Szombathely Nézőszám: 2 000 Játékvezető: Szabó Zsolt (magyar) Asszisztensek: Lémon Oszkár Farkas Balázs |

| 6. forduló Első mérkőzés 2012. február 25. 16:00 |

| Videoton                                                              | 5 – 1               | Győri ETO                                                     |
| --------------------------------------------------------------------- | ------------------- | ------------------------------------------------------------- |
| Walter Lee 14' Nikolics 39' Oliveira 67' Torghelle 92' Sándor Gy. 31' | (2 – 0) Jegyzőkönyv | Windecker 80' Trajković 27' Fehér 38' Pátkai 48' Đorđević 64' |

| Sóstói Stadion, Székesfehérvár Nézőszám: 3 000 Játékvezető: Solymosi Péter (magyar) Asszisztensek: Szpisják Zsolt Varga Zsolt |

| 6. forduló Visszavágó 2012. március 14. 18:00 |

| Győri ETO | 0 – 1               | Videoton                              |
| --------- | ------------------- | ------------------------------------- |
| Babić 88' | (0 – 1) Jegyzőkönyv | Perić 11' 81' Tujvel 39' Szolnoki 76' |

| ETO Park, Győr Nézőszám: 500 Játékvezető: Szőts Gergely (magyar) |

| 7. forduló Elődöntő Első mérkőzés 2012. március 21. 17:00 |

| MTK Budapest                                                                            | 2 – 3               | Videoton                                                 |
| --------------------------------------------------------------------------------------- | ------------------- | -------------------------------------------------------- |
| Kónyves 6' 26' Frank 31' Kanta 49' Balajti 68' Kálnoki Kis 84' Ladányi 86′ Zsidai 90+1' | (2 – 0) Jegyzőkönyv | Nikolics 52' 85' Torghelle 63' Oliveira 35' Szolnoki 89' |

| Hidegkuti Nándor Stadion, Budapest Nézőszám: 600 Játékvezető: Fábián Mihály (magyar) |

| 7. forduló Elődöntő Visszavágó 2012. április 10. 18:00 |

| Videoton                     | 0 – 2               | MTK Budapest                                                             |
| ---------------------------- | ------------------- | ------------------------------------------------------------------------ |
| Walter Lee 81′ Torghelle 84' | (0 – 2) Jegyzőkönyv | Kanta 22' Tischler 31' 72′ Vadnai 14' Zsidai 59' Könyves 80' Nikházi 81′ |

| Sóstói Stadion, Székesfehérvár Nézőszám: 1 200 Játékvezető: Farkas Ádám (magyar) Asszisztensek: Kelemen Attila ifj. Varga Gábor |

## UEFA-bajnokok ligája
A Videoton FC a 2010/2011-es magyar labdarúgó-bajnokságon elért első helyezésének köszönhetően indulhat a 2011/2012-es Bajnokok Ligája szezonjában.

### 2. selejtezőkör
A Sturm Graz - Videoton Bajnokok ligája selejtező első mérkőzését a klagenfurti Hypo-Arenában játsszák, mivel a grazi UPC-Arenában az amerikaifutball-világbajnokság B csoportjának mérkőzései zajlanak.
| 2011. július 13. 20:30 |

| Sturm Graz                                                                | 2 – 0               | Videoton                                   |
| ------------------------------------------------------------------------- | ------------------- | ------------------------------------------ |
| Szabics 68' Kienast 92' Pürcher 27' Muratović 42' Feldhofer 57' Hölzl 85' | (0 – 0) Jegyzőkönyv | Horváth 37' Lipták 46' Elek 69' Brachi 84' |

| Hypo-Arena, Klagenfurt Nézőszám: 11 512 Játékvezető: Stuart Attwell (angol) Asszisztensek: David Richardson Stuart Burt |

| 2011. július 20. 20:30 |

| Videoton                                     | 3 – 2               | Sturm Graz                                                             |
| -------------------------------------------- | ------------------- | ---------------------------------------------------------------------- |
| Elek 27' Sándor 32' Lipták 45' 58' Alves 31' | (3 – 2) Jegyzőkönyv | Hölzl 30' Feldhofer 36' Wolf 35' Pürcher 44' Gratzei 71' Standfest 75' |

| Sóstói Stadion, Székesfehérvár Nézőszám: 10 000 Játékvezető: Alekszandar Sztavrev (macedón) Asszisztensek: Ljubomir Krstevski Marjan Kirovski |

## Szuperkupa
| 2011. július 8. 19:00 |

| Kecskeméti TE                  | 0 – 1                         | Videoton                                                 |
| ------------------------------ | ----------------------------- | -------------------------------------------------------- |
| Čukić 17' Ebala 33' Balogh 58' | (0 – 0) Jegyzőkönyv Részletek | Alves 84' Horváth 48' Mitrović 55' Lipták 65′ Tujvel 92' |

| Széktói Stadion, Kecskemét Nézőszám: 4 500 Játékvezető: Fábián Mihály (magyar) Asszisztensek: Tóth Vencel Varga Zsolt dr. |

## Lásd még
- 2011–2012 a magyar labdarúgásban
- Videoton FC